# Amblyomma americanum
Amblyomma americanum, è una specie di zecche del genere Amblyomma.

## Distribuzione

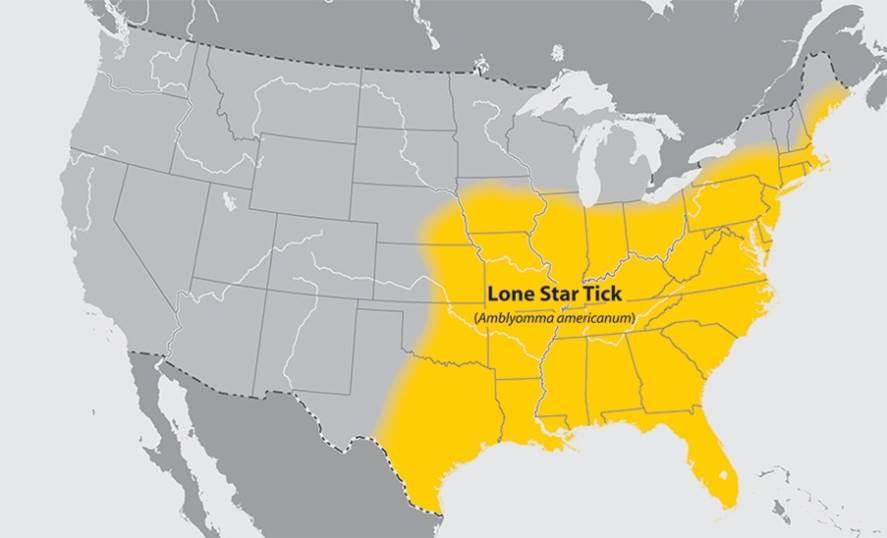
Areale della distribuzione negli USA (Amblyomma americanum)

Molto diffusa negli Stati Uniti dal Texas fino allo stato dell'Iowa e fino alla costa orientale. È molto comune nelle area boschive. Il suo areale comunque è più vasto dei soli Stati Uniti e i suoi esemplari sono stati ritrovati anche in altre parti del continente americano.

## Allergia alla carne
Una peculiarità di questa specie è che il suo morso fa sviluppare nelle persone una vera e propria allergia che impedisce di cibarsi di carne di mammiferi. Le affermazioni secondo cui questa allergia obbligherebbe le persone affette a diventare vegetariane non trovano riscontro, in quanto è sempre possibile cibarsi di carne di animali non appartenenti all'ordine dei mammiferi come gli uccelli, in particolare pollo e tacchino.

Areale nel continente zona rossa, la zona blu indica dove sono stati registrati degli avvistamenti.